# جاكسون كاتس
جاكسون كاتس (بالإنجليزية: Jackson Katz)‏ هو عالم ومنتج أفلام أمريكي، ولد في 7 مايو 1960.

## وصلات خارجية
- جاكسون كاتس على موقع IMDb (الإنجليزية)